# Lola Le Lann

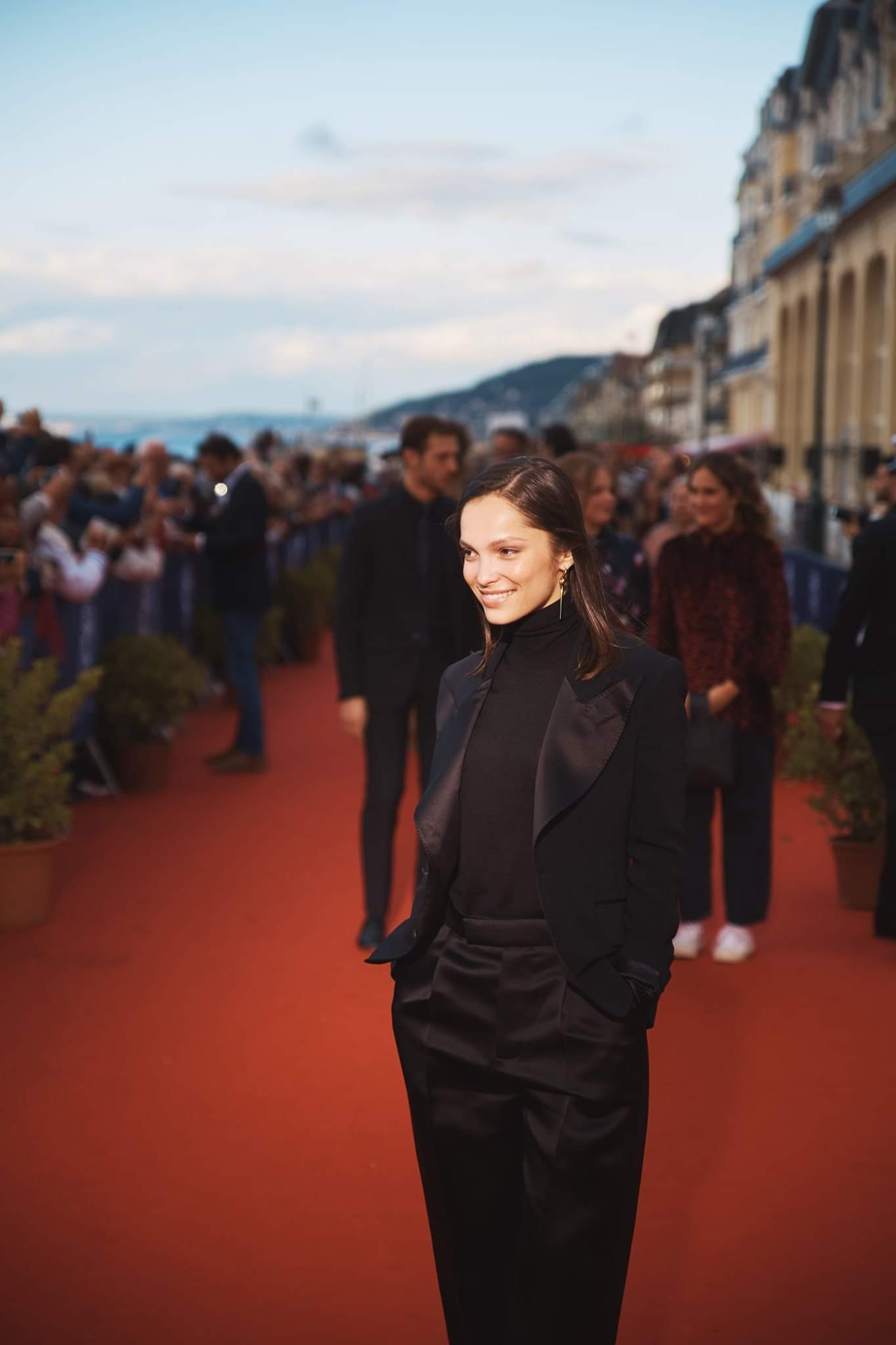
Lola Le Lann al Festival di Cabourg (2019)

Lola Le Lann (Francia, 9 febbraio 1996) è un'attrice francese.

## Biografia
Lola Le Lann è nata e cresciuta all'interno di una famiglia dall'indole artistica: suo padre, infatti, è il trombettista Eric Le Lann; sua madre, invece, è l'attrice e film maker Valerie Stroth. Lola ha anche una sorella gemella, Hortense.
Il suo debutto nel panorama cinematografico è avvenuto nel 2015, quando ha preso parte alla realizzazione del film intitolato Un momento di follia, diretto da Jean-François Richet: nella pellicola interpreta Louna, una ragazza di diciassette anni che durante una vacanza in Corsica s'innamora del migliore amico del padre. Il ruolo da novella Lolita al fianco di Vincent Cassel le ha procurato significativa notorietà in Francia e all'estero.

## Filmografia
- Un momento di follia (Un moment d'égarement), regia di Jean-François Richet (2015)
- A Bluebird in My Heart, regia di Jérémie Guez (2018)
- Aux Animaux la guerre, regia di Alain Tasma (2018)
- Versus, regia di François Valla (2019)
- Lino, regia di Aurélien Vernhes-Lermusiaux (2021)
- Astrid et Raphëlle, serie TV (2022)
- Le Mur des morts, regia di Eugène Green (2022)